# Urban Chaos
Urban Chaos — дебютная компьютерная игра английского разработчика Mucky Foot Productions, первый выпуск которой состоялся в 1999 году для Microsoft Windows. Впоследствии она была выпущена на PlayStation и Dreamcast. Игра была издана Eidos Interactive.
В мае 2017 года Майк Дискетт из Mucky Foot опубликовал исходный код игры под лицензией MIT на GitHub.

## Игровой процесc
Игра представляет собой приключенческий боевик от третьего лица. Он установлен в основном на свободно перемещаемых картах. Он также использовал довольно сложную боевую систему, включающую удары руками, ногами, броски и подкаты, а также два оружия ближнего боя; ножи и бейсбольные биты. Однако игрок также может арестовывать врагов, что сделает население более дружелюбным по отношению к ним. Позже появляется ещё один персонаж, менее ловкий из-за своего возраста, но чьи атаки наносят больше урона. Ямайский гангстер также доступен в бонусных миссиях.
Карты города, хотя и небольшие, включают в себя внутренние помещения, людей, с которыми можно поговорить, сражения за вмешательство и даже дополнительные миссии и совершенно разные способы достижения целей игрока, включая нападения, спасение заложников и предотвращение совершения самоубийства. Есть 24 основных уровня, четыре бонусных уровня и отдельный демо-уровень, который не входит в полную версию игры.

## Сюжет
История начинается с того, что главная героиня Д’арси Стерн присоединяется к полицейскому управлению Юнион-Сити. Большую часть времени она тратит на борьбу с Дикими Котами, бандой, которая становится все более смелой в своей преступной деятельности. С помощью линчевателя по имени Ропер Макинтайр Д’арси начинает верить, что Дикие Коты планируют захватить Юнион-Сити. По мере того, как Дикие Коты становятся все смелее, Д’арси обнаруживает, что банду возглавляет Мак Бэйн, кандидат в мэры Юнион-Сити. В конце концов, Дикие Коты пытаются враждебно захватить город, что в конце концов отбивается Д’арси, Ропером и полицией.
Некоторое время спустя Д’арси расследует особо жестокое убийство. Она обнаруживает, что убийство было совершено элитными телохранителями Бэйна, братством таинственных людей в сшитых на заказ черных костюмах, известных как «Падшие». Это устанавливает связь между Бэйном, Дикими Котами и Падшими. Вскоре после этого он был арестован Д’арси и Ропером в его загородном поместье. Даже из тюрьмы Бэйн может управлять Дикими Котами, а Д’арси и Ропер вынуждены иметь дело с ещё несколькими угрозами для города. Позже Бэйн вырывается из тюрьмы и заявляет, что он Древний Колдун. Он использует свои силы, чтобы вызвать огненного зверя, известного как Баалрог, который пытается разрушить город, но Д’арси и Ропер побеждают его. Бэйн и Дикие Коты бегут в башню святилища, чтобы исполнить пророчество; Прежде чем они смогут завершить свой ритуал, Д’арси и Ропер должны спасти раненых мирных жителей, сразиться с остатками Диких Котов и Падших и использовать систему вентиляции башни, чтобы уничтожить Бэйна раз и навсегда.

## Отзывы прессы
| Сводный рейтинг         | Сводный рейтинг                        |
| Агрегатор               | Оценка                                 |
| ----------------------- | -------------------------------------- |
| GameRankings            | 75,77 % (PC) 50,74 % (PS) 47,86 % (DC) |
| Metacritic              | 52/100 (DC)                            |
| Иноязычные издания      |                                        |
| Издание                 | Оценка                                 |
| AllGame                 | (PS) · (DC)                            |
| CGW                     | (PC)                                   |
| Edge                    | 7/10 (PC)                              |
| EGM                     | 5,33/10 (PS)                           |
| Eurogamer               | 9/10 (PC) 8/10 (PS)                    |
| Game Informer           | 2,75/10                                |
| GamePro                 | (PC)                                   |
| GameRevolution          | B− (PC) C (PS)                         |
| GameSpot                | 8,3/10 (PC) 2,9/10 (PS) 2,4/10 (DC)    |
| GameSpy                 | 61 %                                   |
| GameZone                | 7,4/10 (PC)                            |
| IGN                     | 8,7/10 (PC) 4,5/10 (PS) 6,8/10 (DC)    |
| Next Generation         | (PC)                                   |
| OPM                     | [ 27 ]                                 |
| PC Gamer (US)           | 58 %                                   |
| The Cincinnati Enquirer | [ 29 ]                                 |

Игра была встречена положительными отзывами после выхода на ПК, но консольные порты были встречены со смешанными и отрицательными рецензиями. GameRankings дал оценку 75,77 % для ПК-версии, 50,74 % для PlayStation версии и 47,86 % для Dreamcast версии; Metacritic аналогично дал для поздней версии 52 балла из 100.